# Emma Carelli
Emma Carelli (Nàpols, 12 de maig de 1877 - Llac Bolsena, 17 d'agost de 1928 en accident d'automòbil) fou una cantant d'òpera italiana.
Venia d'una família de músics el seu pare Beniamino i el seu germà Augusto també foren cantants i músics. Posseïdora d'una extraordinària intel·ligència, de vasta cultura, de tal potència intuïtiva i creadora, que els seus nom va unit als majors triomfs de l'òpera italiana de les primeries del segle xx. En ella l'art fou vida i no convencionalisme melodramàtic. Aquest desapareixia per donar pas a la veritat sentida amb emoció, expressada amb espontaneïtat, comunicava amb irresistible suggestió.
El valor vocal de la mesura melòdica no anul·lava en ella la justesa i l'intensiu accent de la paraula parlada, que la seva dicció era perfecta. Creà diverses òperes de Puccini i Mascagni, en les que aconseguí èxits mundials. Actuà en el Teatro Real de Madrid i en el Gran Teatre del Liceu de Barcelona.